# 伊波幸夫
伊波 幸夫（いは ゆきお、1927年（昭和2年）11月30日 - 2013年（平成25年）1月25日）は、昭和時代の政治家。沖縄県平良市長。

## 経歴
平良市出身。1945年（昭和20年）台中第二中学校卒業。
平良市議会議員、同議長を経て、1982年（昭和57年）平良市長に当選。1986年（昭和61年）任期満了に伴う選挙で落選した。市長在任中、「スポーツアイランド宮古島」の足掛かりとなる「スポーツアイランド構想」を策定した。

## 栄典
位階
- 2013年（平成25年）1月29日 - 従五位[2]

勲章等
- 2000年（平成12年） - 勲四等旭日小綬章[2]